# رونالد برچمن
رونالد برچمن (انگلیسی: Ronald J. Brachman؛ زادهٔ ۱۹۴۹ (۷۵–۷۶ سال)) یک دانشمند مهندسی برق است. وی عضو پیوسته انجمن مهندسی برق و الکترونیک است.